# Menispermaceae
Menispermaceae, las menispermáceas, es una familia de angiospermas del orden Ranunculales. Consta de 71 géneros con unas cuatrocientas cincuenta especies, distribuidas por las tierras bajas de las regiones tropicales.

## Descripción
Los miembros de esta familia son 
enredaderas leñosas, volubles (se enroscan al soporte en sentido antihorario, excepto Stephania, en sentido horario) o  raramente arbustos erectos o arbolitos, más raramente hierbas o epífitas (Stephania cyanantha), perennifolios o caducifolios, con pelos simples a uniseriados.

Plantas dioicas, a veces flores perfectas (bisexuales) en Tiliacora acuminata y Parabaena denudata.
Tallos de crecimiento rápido, con nudos trilacunares. Filóclados presentes en Cocculus balfourii.

Hojas alternas, espirales, simples, enteras, dentadas, lobuladas a palmatífidas, (bi- o trifoliadas en Burasaia), frecuentemente peltadas, pecioladas, peciolo frecuentemente pulvinado en ambos extremos, sin estípulas, a veces con espinas derivadas de los peciolos (Antizoma), nerviación paralelinervia, pinnatinervia o frecuentemente palmatinervia, bifaciales, raramente isofaciales, en Angelisia y Anamirta con hidatodos derivados de tricomas, domacios presentes en 5 géneros en forma de criptas o mechones de pelos. Estomas de diferentes tipos, frecuentemente ciclocíticos.
Inflorescencias  en racimo, panícula, o tirso con inflorescencias parciales en cima, a veces en cimas capituliformes o pseudoumbelas, multifloras, raramente flores solitarias o pareadas, axilares o en ramas afilas o en troncos caulifloria, frecuentemente menos ramificadas en los pies femeninos.

Flores pequeñas, regulares a zigomórficas (Antizoma, Cyclea, Cissampelos), cíclicas a irregularmente espirales, hipóginas, básicamente trímeras. Receptáculo a veces con ginóforo desarrollado. Sépalos (1-)3-12 o más, usualmente en (1-)2(-más) verticilos de 3, raramente de 6, libres a ligeramente soldados, imbricados o valvados, a veces menos numerosos en las flores femeninas. Pétalos 0-6, en 2 verticilos de 3, raramente de 6, libres o soldados, frecuentemente abrazando el estambre opuesto, a veces menos numerosos en las flores femeninas. Androceo de (1-)3-6(-40) estambres libres del perianto, libres o soldados entre sí en 2-5 fascículos o monadelfos, usualmente en 2 verticilos, anteras tetrasporangiadas, raramente biesporangiadas o monotecas, introrsas, dehiscencia por hendiduras longitudinales, oblicuas o transversales. Flores femeninas a veces con estaminodios. Gineceo apocárpico, súpero, de (1-)3-6(-32) carpelos, usualmente opositipétalos, estigma apical, seco, no papiloso, óvulos 2 por carpelo, anátropos, hemianátropos o campilótropos, uni- o bitégmicos, crasinucelados, el superior epítropo y fértil, el inferior apótropo y abortivo, placentación marginal ventral. Flores masculinas a veces con carpelodios.
Fruto compuesto, cada unidad en drupa recta o aplastada y asimétrica, más o menos estipitada (rara vez solo una desarrollada), no coalescentes, exocarpo subcoriáceo o membranoso, mesocarpo pulposo, carnoso o fibroso, endocarpo leñoso a pétreo, rugoso, tuberculado, equinado o costillado, a menudo con un entrante de la placenta denominado cóndilo.

- Semillas ligeramente curvadas a espirales (Limaciopsis, Spirospermum), con endospermo ausente o presente, total o solo ventralmente ruminado, o no ruminado, oleoso, embrión recto o curvo, con 2 cotiledones planos o cilíndricos, foliáceos o carnosos, divaricados o aplicados.

## Distribución y hábitat
Las menispermáceas habitan sobre todo las selvas tropicales de baja altitud (hasta 2100 m), donde son trepadoras, pero algunos géneros y especies se han adaptado a sitios áridos (las especies de Antizoma a los desiertos sudafricanos o Cocculus balfouri con sus filóclados a la isla de Socotra) y otras a climas templados. 

## Ecología

### Palinología
- Polen tricolpado, sin opérculo ni costillas, téctum perreticulado, con columelas, endexina granular; puede pasar a colporado (Abuta), sincolporado (Tinospora), pororado, hexacriptoporado o a 6 aperturas.

Se supone que las especies caulifloras son polinizadas por pequeños dípteros, abejas o escarabajos, pero no hay observaciones directas. Las drupas, púrpuras o negras, las dispersan las aves, p.ej., Sayornis phoebe (Tyrannidae) come los frutos de las especies de Cocculus. En Tinospora cordifolia se ha registrado un lapso de 6-8 semanas entre la fertilización y la primera división del zigoto.
Citología
- Número cromosómico: x = 11, 13, 19, 25. 2n puede llegar a 52.

Se ha detectado en Menispermum la modalidad fotosintética C3.

## Fitoquímica
La familia es muy rica en compuestos bencilisoquinoleínicos (alcaloides) y lignanos del tipo del furofurano, flavonas y flavonoles y algunas proantocianidinas, llamando la atención la gran diversificación de alcaloides derivados de la benciltetrahidroisoquinolina y de la aporfina, acumulados en forma de dímeros, lo mismo que los alcaloides derivados del morfinano y del hasubanano, y de otros tipos muy diversos de alcaloides, como los derivados del azafluoranteno. Presentan asimismo sesquiterpenos del tipo de la picrotoxina y diterpenos del tipo de la columbina, mientras que los triterpenos son escasos y del tipo del oleanano. Se han encontrado ecdisonas esteroideas. Algunas especies son cianogenéticas.

## Usos
Las menispermáceas se han utilizado en farmacopea popular y de ellas se han extraído fármacos de gran utilidad en la medicina contemporánea, provenientes de esos alcaloides, como la tubocurarina del curare, veneno empleado por los indígenas sudamericanos para emponzoñar sus dardos, obtenidos de especies de Curarea, Chondrodendron, Sciadotenia y Telitoxicum; en Asia se usaba un veneno similar (ipos) obtenido de diversas especies de Anamirta, Tinospora, Coscinium y Cocculus. La tubocurarina y sus derivados sintéticos se usan para relajar la musculatura durante las intervenciones quirúrgicas. En África se usan las raíces de "kalumba" o "colombo" (Jateorhiza palmata) para los problemas de estómago y contra la disentería. En Asia se usan las especies de Tinospora como antipiréticos,  los frutos de Anamirta cocculus para envenenar los peces y pájaros,  y los tallos de Fibraurea como colorante amarillo.

## Fósiles
El género Callicrypta del Cretáceo medio de Rusia parece ser una menispermácea.

## Posición sistemática
Las menispermáceas son un grupo de angiospermas que se incluyen en el clado de las Eudicotiledóneas. Su estructura floral trímera es reminiscente de las lardizabaláceas y berberidáceas, de las que difieren por otros caracteres importantes. El APW (Angiosperm Phylogeny Website) considera que forma parte del Orden Ranunculales, siendo el grupo hermano de una rama formada por las familias berberidáceas y ranunculáceas en un clado moderadamente avanzado del orden (cf. AP-website).

## Táxones incluidos
Los conceptos genéricos dentro de esta familia son muy estrechos, existiendo por ello muchos géneros con una o pocas especies. Actualmente no existen datos suficientes de estudios genéticos para evaluar tanto esta situación como la división tradicional en cinco tribus (véase Kessler, 1993, en referencias). Esta división se basa fundamentalmente en caracteres de la semilla (endospermo y cotiledones), pero no es seguro que las tribus sean monofiléticas. Se separan como sigue:
- Endospermo ausente.

Tribu Pachygoneae Miers, 1851
- Endospermo presente.

- Endospermo ruminado.

- Endospermo fuertemente ruminado, cotiledones no foliáceos, plicados.

Tribu Anomospermeae Miers, 1851
- Endospermo poco ruminado, cotiledones foliáceos, divaricados.

Tribu Tinosporeae Hook.f. & Thomson, 1855
- Endospermo no ruminado.

- Cotiledones delgados, foliáceos, divaricados.

Tribu Fibraureeae Diels, 1910
- Cotiledones carnosos, no foliáceos, aplicados.

Tribu Menispermeae

### Tribu Pachygoneae
Los géneros de esta tribu pueden separarse como sigue:
- Cóndilo ausente.

- Sépalos internos soldados en un tubo petaloide carnoso. Embrión recto.

Albertisia Becc., 1877. África tropical y subtropical, sudeste de Asia.
- Sépalos internos libres. Embrión curvo.

- Flores caulógenas. Estambres 9, soldados. Anteras de dehiscencia longitudinal. Endocarpo con un retículo de crestas anastomosadas.

Macrococculus Becc., 1877. Nueva Guinea.
- Flores en ramas hojosas. Estambres 6, libres. Anteras de dehiscencia transversal. Endocarpo liso.

Eleutharrhena Forman, 1975. China, India.
- Cóndilo presente.

- Embrión recto.

- Inflorescencia capituliforme o umbeliforme, globosa. Estambres 6. Carpelos 3.

Penianthus Miers, 1867. África occidental y central.
- Flores solitarias. Estambres 16-31. Carpelos 9-12.

Sphenocentrum Pierre, 1898. África occidental ecuatorial.
- Embrión curvo o convoluto en espiral.

- Embrión convoluto en espiral. Arbolito de hojas simples. Estambres interiores 3, soldados. Carpelos 9.

Spirospermum Thouars, 1806. Madagascar.
- Embrión curvo, no espiralado. Trepadoras o arbustos erectos, si es árbol, hojas de otro tipo, estambres libres o carpelos 3(-5).

- Estambres soldados.

- Sépalos internos 3, soldados, petaloides.

Synclisia Benth. in Benth. & Hook.f., 1862. África central.
- Sépalos todos libres.

- Trepadora herbácea. Anteras con dehiscencia longitudinal.

Ungulipetalum Moldenke, 1938. Brasil.
- Trepadora leñosa o arbusto erecto. Anteras con dehiscencia transversal u oblicua.

- Inflorescencia en glomérulo o capítulo.

Syrrheonema Miers, 1864. África central y occidental ecuatoriales.
- Inflorescencia no condensada.

- Estambres 3-6. Especies americanas.

- Flores solitarias  en cimas paucifloras. Flores femeninas apétalas.

Sciadotenia Miers, 1851. América tropical.
- Flores caulógenas en amplios fascículos. Flores femeninas con pétalos.

Chondrodendron Ruiz & Pav., 1794. De Panamá a Brasil y Bolivia.
- Estambres 5-18. Especies no americanas.

- Flores femeninas con 3 estaminodios.

Anisocycla Baill., 1887. África tropical, Madagascar.
- Flores femeninas sin estaminodios.

Pycnarrhena Miers ex Hook.f. & Thomson, 1855. Sur y sudeste de Asia hasta Australia.
- Estambres libres.

- Inflorescencia en cima capituliforme. Carpelos 6-40.

Triclisia Benth. in Benth. & Hook.f., 1862. África tropical.
- Inflorescencia de otro tipo. Carpelos 3-6.

- Pétalos y estambres 3.

Beirnaertia Louis ex Troupin, 1949. Angola, Congo.
- Pétalos 6 (raramente 0), estambres 6.

- Sépalos 9-30. Carpelos 6.

- Pétalos sin aurículas ni glándulas.

Carronia F.Muell., 1875. Australia, Nueva Guinea.
- Pétalos con aurículas o glándulas.

- Tres pétalos con hinchazones glandulares en la cara interna y otros 3 auriculados. Flores femeninas sin estaminodios.

Pleogyne Miers, 1851. Australia.
- Tres pétalos auriculados y 3 sin aurículas. Flores femeninas con 6 estaminodios.

Haematocarpus Miers, 1864. Sur y sudeste de Asia.
- Sépalos 6, si más, carpelos 3.

- Anteras de dehiscencia transversa.

Curarea Barneby & Krukoff, 1971. América tropical.
- Anteras de dehiscencia longitudinal.

- Inflorescencia en pseudoracimo.

Pachygone Miers, 1851. Este y sudeste de Asia hasta Australia, Polinesia.
- Inflorescencia en pseudopanícula.

- Pétalos involutos, abrazando el estambre opuesto.

Cionomene Krukoff, 1979. Brasil.
- Pétalos no involutos.

Hyperbaena Miers ex Benth., 1861, nom. cons. América central y meridional.

### Tribu Anomospermeae
Los géneros de esta tribu pueden separarse como sigue:
- Carpelos 8-12.

Tiliacora Colebr., 1821, nom. cons. África tropical, sudeste de Asia hasta Australia.
- Carpelos 3.

- Embrión recto.

Orthomene Barneby & Krukoff, 1971. América tropical.
- Embrión muy curvo.

- Flores en cimas de 1 a pocas flores.

- Ovario con estipe formando un ginóforo tripartido.

Elephantomene Barneby & Krukoff in Krukoff & Barneby, 1974. Guayana francesa.
- Ovario con estipe no desarrollado de ese modo.

Caryomene Barneby & Krukoff, 1971. Brasil, Bolivia.
- Flores en inflorescencias multifloras.

- Pétalos ausentes.

Abuta Aubl., 1775. América tropical.
- Pétalos presentes.

- Pétalos involutos, abrazando los estambres opositipétalos.

 Anomospermum Miers, 1851. De Panamá a Brasil.
- Pétalos no involutos.

Telitoxicum Moldenke, 1938. Perú, Brasil, Colombia, Guyana.

### Tribu Tinosporeae

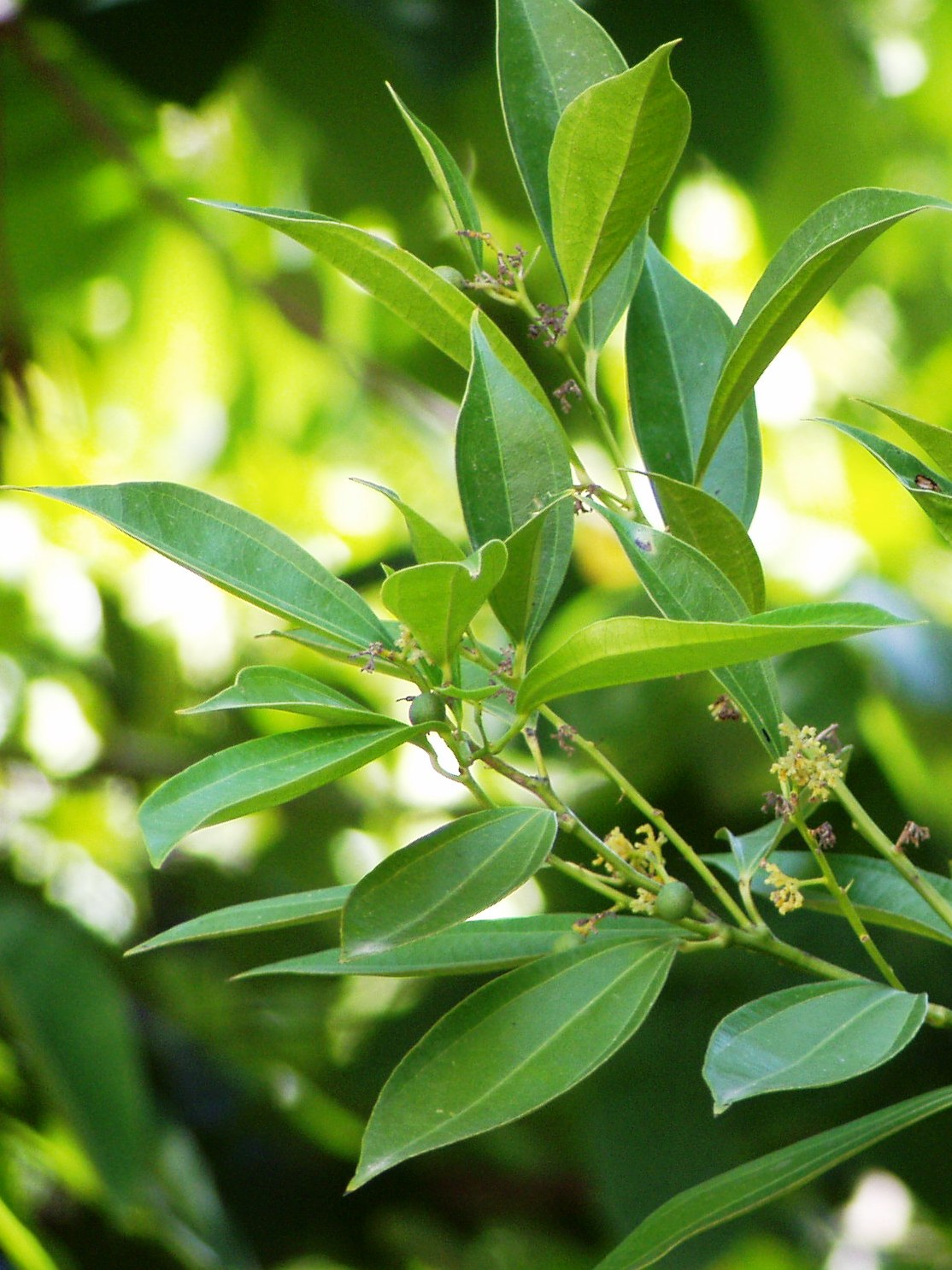
Cocculus laurifolius

Los géneros de esta tribu pueden separarse como sigue (no incluye Orthogynium Baill., 1885 (Madagascar), cuyas flores masculinas se desconocen):
- Estambres 9-12.

- Hojas caducas. Sépalos 6. Estambres 12, libres.

Calycocarpum (Nutt., 1838) Spach, 1839. Este de Norteamérica.
- Hojas perennes. Sépalos 9-10. Estambres 9-12, soldados.

Arcangelisia Becc., 1877. Este y sudeste de Asia hasta Nueva Guinea.
- Estambres 3 o 6.

- Estambres 3.

- Estambres libres.

Disciphania Eichler, 1864. América tropical.
- Estambres soldados.

- Anteras de dehiscencia longitudinal.

Synandropus A.C. Sm., 1931. Brasil.
- Anteras de dehiscencia transversal.

- Hojas 2-3-folioladas.

Syntriandrium Engl., 1899. Nigeria, Camerún, Gabón, Congo.
- Hojas simples.

- Inflorescencia en pseudoracimo.

Dialytheca Exell & Mendonça, 1935. Angola.
- Inflorescencia en pseudopanícula.

Odontocarya Miers, 1851. América central y meridional, Antillas.
- Estambres 6.

- Arbusto o árbol. Hojas 3-folioladas.

Burasaia Thouars, 1806. Madagascar.
- Trepadora. Hojas simples.

- Hojas peltadas.

- Bordes laterales de los pétalos enrollados. Estambres 6, soldados.

Aspidocarya Hook.f. & Thomson, 1855. China, India, Bután.
- Bordes laterales de los pétalos normales. Estambres 6, libres o solo 3 soldados.

- Estambres 6, todos libres. Endocarpo tuberculado.

Platytinospora (Engl., 1905) Diels, 1910. Camerún.
- Estambres 6, los 3 internos soldados. Endocarpo equinado.

Rhigiocarya Miers, 1864. África tropical ecuatorial.
- Hojas no peltadas.

- Pétalos involutos, envolviendo los estambres.

- Anteras de dehiscencia transversa. Endocarpo liso ventralmente, equinado dorsalmente.

Jateorhiza Miers in Hook., 1849. África tropical.
- Anteras de dehiscencia longitudinal. Endocarpo verrugoso, tuberculado o con salientes erectos.

- Endocarpo verrugoso o tuberculado.

Tinospora Miers, 1851, nom. cons. África tropical, Madagascar, Asia a Australia, islas del Pacífico.
- Endocarpo con salientes erectos.

Sarcolophium Troupin, 1960. Camerún, Gabón.
- Pétalos no involutos.

- Trepadora herbácea. Hojas dentadas o lobuladas.

Dioscoreophyllum Engl., 1895. África tropical ecuatorial.
- Trepadora leñosa. Hojas enteras.

- Anteras de dehiscencia longitudinal.

- Sépalos 12.

Chlaenandra Miq., 1868. Nueva Guinea.
- Sépalos 6 o 9.

- Pétalos costillados internamente. Estambres soldados.

Chasmanthera Hochst., 1844. África tropical y subtropical.
- Pétalos no costillados internamente. Estambres libres.

Borismene Barneby, 1972. Brasil, Perú, Colombia, Venezuela.
- Anteras de dehiscencia transversal.

- Estaminodios 3. Endocarpo densamente equinado.

Kolobopetalum Engl., 1899. África tropical.
- Estaminodios 6. Endocarpo liso o costillado.

- Endocarpo liso.

Leptoterantha Louis ex Troupin, 1949. Congo, Angola, Gabón.
- Endocarpo costillado.

Parabaena Miers, 1851. Sur y este de Asia.

### Tribu Fibraureeae

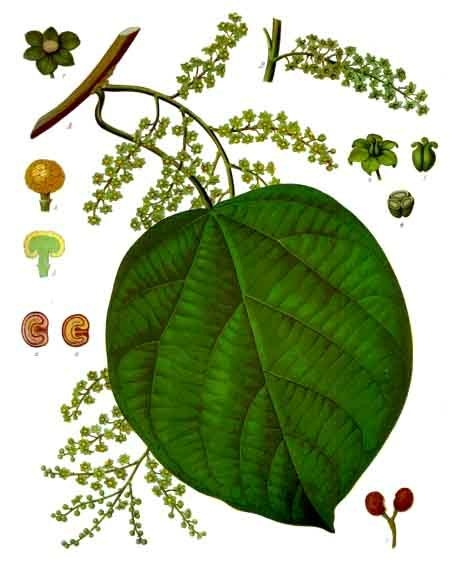
Anamirta cocculus

Los géneros de esta tribu pueden separarse como sigue:
- Estambres 30-35. Cóndilo perforado.

Anamirta Colebr., 1821. Sur y sudeste de Asia hasta Nueva Guinea.
- Estambres 3 o 6. Cóndilo no perforado.

- Filamentos gruesos, con un reborde prominente alrededor de la base de las anteras. Endocarpo con un surco longitudinal.

Fibraurea Lour., 1790. Sudeste de Asia.
- Filamentos normales. Endocarpo sin surco.

- Pétalos 0. Inflorescencia en cima capituliforme.

Coscinium Colebr., 1821. Sur y sudeste de Asia.
- Pétalos 6. Inflorescencia en pseudoracimos amplios.

Tinomiscium Miers ex Hook.f. & Thomson, 1855. Sur y sudeste de Asia.

### Tribu Menispermeae

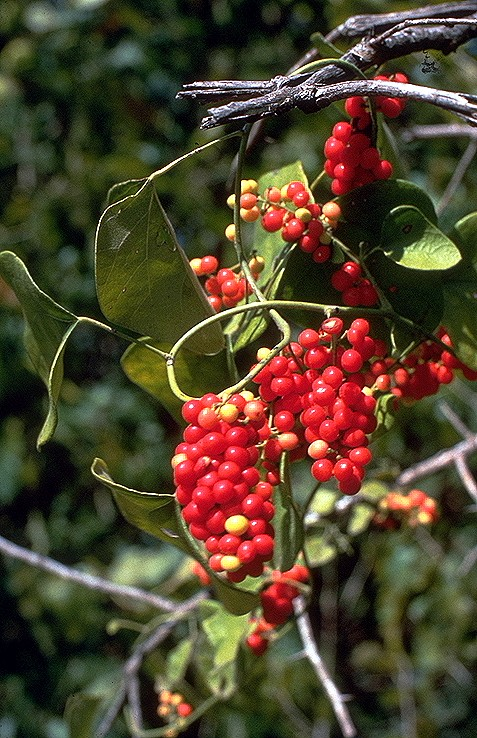
Cocculus carolinus

Los géneros de esta tribu pueden separarse como sigue:
- Carpelo 1.

- Perianto simétrico.

Stephania Lour., 1790. Sur, este y sudeste de Asia hasta Nueva Guinea.
- Perianto zigomorfo.

- Sépalos usualmente soldados en las flores masculinas. Inflorescencias con brácteas menudas.

Cyclea Arn. ex Wight, 1840. Este y sudeste de Asia.
- Sépalos usualmente libres en las flores masculinas. Inflorescencias con brácteas hojosas.

- Trepadora. Flores femeninas con 1 sépalo.

Cissampelos L., 1753. América del Norte y del Sur, África y Asia.
- Arbusto erecto, espinoso. Flores femeninas con 2 sépalos.

Antizoma Miers, 1851. África del sur.
- Carpelos 3.

- Estambres 3, soldados.

- Arbusto erecto.

Rhaptonema Miers, 1867. Madagascar.
- Trepadora.

- Hojas peltadas. Anteras de dehiscencia transversal.

Sarcopetalum F.Muell., 1862. Australia.
- Hojas no peltadas. Anteras de dehiscencia longitudinal.

 Strychnopsis Baill., 1885. Madagascar.
- Estambres 6 o 9-40, libres o soldados.

- Pétalos 6, involutos, abrazando cada uno un estambre.

- Endocarpo con un ala dorsal entera y crestas laterales prominentes cuculadas o en herradura. Flores femeninas apétalas.

Legnephora Miers, 1867. Australia, Nueva Guinea.
- Endocarpo con costillas dorsales solo. Flores femeninas con pétalos.

Diploclisia Miers, 1851. Sur y sudeste de Asia.
- Pétalos 5-9, a lo sumo cortamente auriculados, no abrazadores.

- Anteras de dehiscencia transversal.

- Inflorescencia en cima condensada. Cóndilo redondeado, a menudo perforado.

Cocculus DC., 1817, nom. cons. América del Norte y central, África, Madagascar, sur y sudeste de Asia.
- Inflorescencia en pseudopanícula o pseudoracimo amplios. Cóndilo arqueado, no perforado.

Limaciopsis Engl., 1899. Congo, Gabón.
- Anteras de dehiscencia longitudinal.

- Estambres 6.

- Endocarpo con espinas dorsales y costillas tuberculadas.

Pericampylus Miers, 1851. Sur y sudeste de Asia hasta las Molucas.
- Endocarpo liso a ligeramente rugoso.

Limacia Lour., 1790. Sudeste de Asia.
- Estambres 9-40.

- Endocarpo rugoso a ruguloso. Estambres 9-40, libres o soldados.

Hypserpa Miers, 1851. Este y sudeste de Asia hasta Australia, Polinesia.
- Endocarpo equinado, tuberculado o crestado. Estambres 9-18(-24), libres.

- Hojas peltadas, frecuentemente caducas.

Menispermum L., 1753. Asia central y oriental, Norteamérica.
- Hojas no peltadas, perennes.

Sinomenium Diels in Engl., 1910. China, Taiwán, Japón.